# Dawnarioides
Dawnarioides är ett släkte av insekter. Dawnarioides ingår i familjen Derbidae.
Kladogram enligt Catalogue of Life:
| Dawnarioides | \| \| Dawnarioides hispaniola \| \| \| \| \| \| Dawnarioides sordidula \| \| \| \| |
|              | \| \| Dawnarioides hispaniola \| \| \| \| \| \| Dawnarioides sordidula \| \| \| \| |
|              | Dawnarioides hispaniola                                                            |
|              |                                                                                    |
|              | Dawnarioides sordidula                                                             |
|              |                                                                                    |